# Maria Ludwika Elżbieta Orleańska
Maria Ludwika Elżbieta Orleańska, księżna de Berry (ur. 20 sierpnia 1695, zm. 21 lipca 1719) – francuska arystokratka znana z rozpustnego i hulaszczego trybu życia, żona Karola, księcia de Berry.

## Życiorys

### Pochodzenie i dzieciństwo
Maria Ludwika Elżbieta urodziła się w Wersalu jako najstarsze dziecko Filipa, księcia de Chatres i jego żony Franciszki Marii Burbon legitymizowanej córki króla Francji Ludwika XIV i jego wieloletniej kochanki Françoise-Athénaïs de Rochechouart, markizy de Montespan. Od urodzenia aż do zamążpójścia nosiła honorowy tytuł Mademoiselle d'Orléans, który później przeszedł na jej młodszą siostrę Adelajdę Orleańską. Maria Ludwika Elżbieta została ochrzczona w Saint-Cloud 29 lipca 1696 roku w obecności całego dworu.
Dorastała w pałacu Palais-Royal, będącym wówczas rezydencją rodziny Orleańskiej w Paryżu. Po tym jak niemal zmarła na skutek ciężkiej choroby w wielu sześciu lat, w czasie której jej ojciec opiekował się nią dniami i nocami stała się ulubionym dzieckiem swoich rodziców . Jej babka ze strony ojca Madame zwana przez całą rodzinę Liselotte tak opisywała kilkuletnią Marię Ludwikę Elżbietę w swoich Listach:

...już od najwcześniejszych lat uparta i stanowcza, bardziej niż cokolwiek innego przypominała twardogłowego konia.

W wieku lat dziesięciu, Maria Ludwika Elżbieta zaraziła się ospą w Saint-Cloud i jej stan był tak ciężki, że w pewnej chwili jej babka napisała w jednym z listów do palatynackiej rodziny, że Mademoiselle d'Orléans najprawdopodobniej już nie będzie wśród żywych, kiedy ten list dotrze do adresatów.

### Małżeństwo
Księżna de Berry była kobietą wyniosłą, dumną, porywczą, niezdolną do odwzajemnienia mężowskich uczuć, pogardzającą nim i dającą mu to odczuć, gdyż była nieporównanie mądrzejsza od niego, a przy tym wielce fałszywa i całkowicie zdecydowana na wszystko. Szczyciła się nawet jednym i drugim, a także tym, że kpi sobie z religii, i naśmiewała się pogardliwie z księcia, gdyż był pobożny. […] (Księżna) chciała za wszelką cenę być porwaną z dworu przez de la Haye, koniuszego księcia de Berry, którego uczyniła swym szambelanem i kochankiem.

Przy pomocy posiadającej ogromny wpływ na króla księżniczki Marii Adelajdy Sabaudzkiej (przyszłej bratowej Marii Ludwiki Elżbiety) Ludwik XIV wyraził zgodę na małżeństwo pomiędzy najstarszą córką księcia Orleanu a swoim wnukiem Karolem, księciem de Berry, najmłodszym synem Wielkiego Delfina. Dyspensa papieska została dostarczona 5 lipca, a ślub odbył się 6 lipca 1710 roku w Wersalu. Mszę celebrował kardynał Janson.
Natychmiast po ślubie utworzono dwór dla młodej księżnej de Berry - damą honorową została Marie Gabrielle de Durfort de Lorges, żona Louisa de Rouvroy, księcia Saint-Simon, gdyż odmówiła zajęcia tego stanowiska Maria Anna Burbon, kuzynka Marii Ludwiki Elżbiety, która została damą dworu księżnej de Berry, ale ostatecznie w niecały rok później odeszła z jej dworu, nie mogąc znieść bezwstydu i kłótliwej natury kuzynki.
W lipcu 1711 roku młoda księżna urodziła swoje pierwsze dziecko, martwą dziewczynkę w pałacu Fontainebleau. O śmierć córki Marii Ludwiki Elżbiety obwiniono króla, który wymagał od wszystkich kobiet na dworze towarzyszenia mu w podróży bez względu na ich stan (w ten sam sposób poroniła księżna Burgundzka) - tak też było i w tym przypadku - mimo zaleceń lekarzy radzących znajdującej się w zaawansowanej ciąży księżnie de Berry pozostanie w Wersalu lub Palais-Royal, król kategorycznie zażądał by żona wnuka towarzyszyła dworowi w drodze do Fontainebleau. Podczas podroży powozem przez most w Melun Maria Ludwika Elżbieta zaczęła obficie krwawić i chociaż do rozwiązania zostało jeszcze trzy tygodnie, rozpoczęła się akcja porodowa i dziecko urodziło się martwe już w pałacu. Księżna de Berry niemal straciła życie i przez kilka miesięcy nie wstawała z łóżka. Lekarze uznali za przyczynę poronienia stres związany z podróżą i wstrząsy w powozie.
26 marca 1713 roku w Wersalu księżna de Berry urodziła syna, któremu nadano na imię Karol i tytuł księcia Alençon. Po kilku atakach konwulsji dziecko zmarło 16 czerwca tego samego roku. Jego serce złożono w paryskim klasztorze Val-de-Grâce, a ciało w bazylice Saint-Denis. Maria Ludwika Elżbieta nakazała by guwernantce jej syna wypłacano roczna pensję do końca życia.
W listopadzie 1713 roku do wiadomości publicznej doszedł romans księcia de Berry z pokojówką. W zamian Maria Ludwika Elżbieta wzięła sobie kochanka, niejakiego pana La Haye będącego koniuszym jej męża. Kiedy jej romans z La Hayem wyszedł na światło dzienne, książę de Berry zagroził jej odesłaniem do klasztoru. Saint-Simon opisuje nawet jedną ze scen jaka miała miejsce w Rambouillet kiedy to książę publicznie kopnął Marię Ludwikę Elżbietę, głośno narzekając na jej niewierność. Podczas romansu z La Hayem, księżna de Berry zażądała odeń by uciekł z nią do Holandii.

### Wdowieństwo

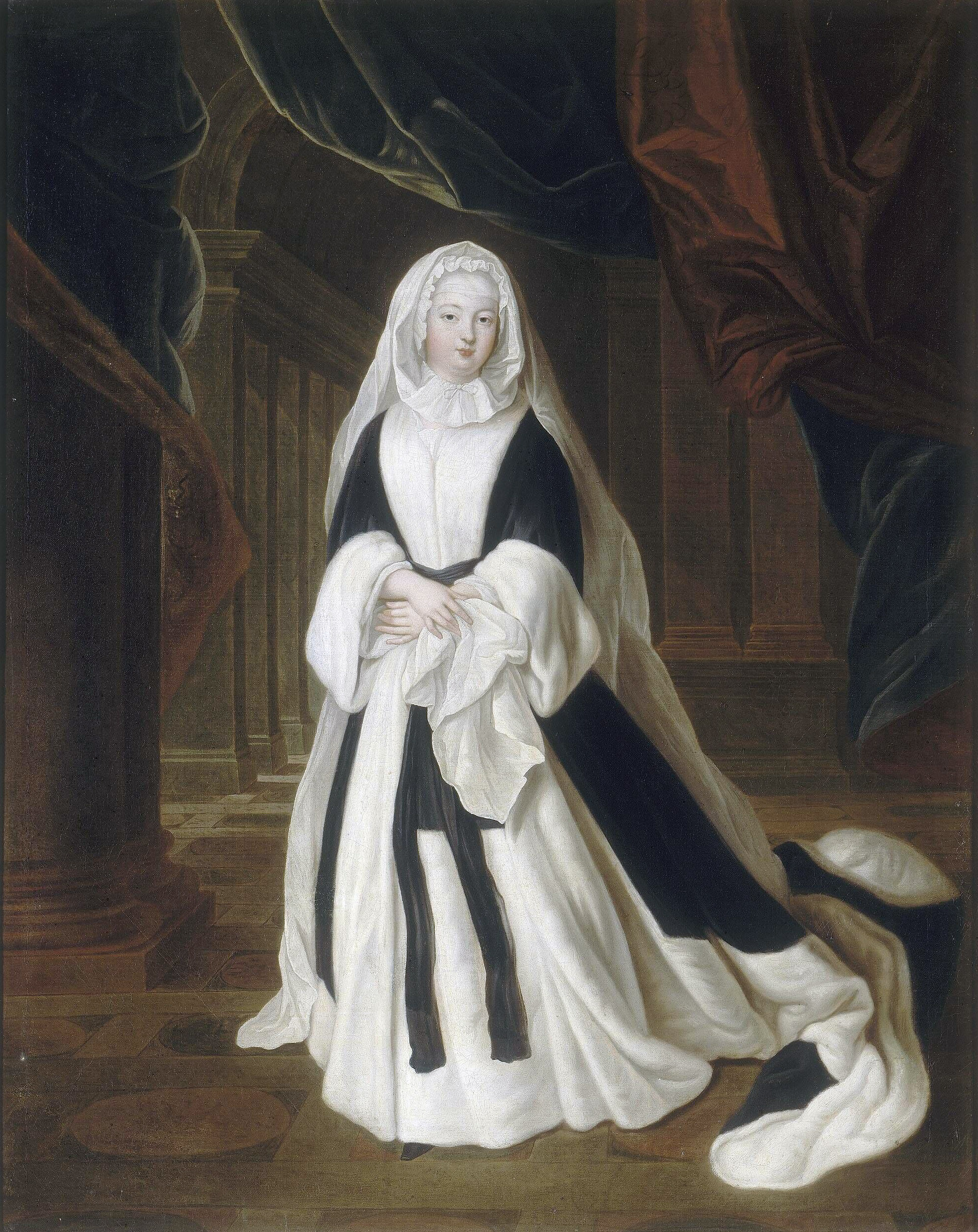
Maria Ludwika Elżbieta w stroju wdowim, obraz autorstwa Louisa de Silvestre.

5 maja 1714 roku książę de Berry zmarł na skutek zakażenia, które wdało się w ranę powstałą podczas polowania. Maria Ludwika Elżbieta od tej pory znana była jako księżna wdowa de Berry. 16 czerwca 1714 roku, siedem miesięcy po śmierci męża urodziła w Wersalu córkę, która zmarła następnego dnia.
We wrześniu 1715 roku Maria Ludwika Elżbieta otrzymała od ojca pałac Luksemburski jako swoją rezydencję w stolicy i wkrótce zaczęła wydawać w nim wspaniałe bankiety. Zamknięcie ogrodów Luksemburskich uczyniło księżnę wdowę de Berry bardzo niepopularna wśród paryżan.
Ludwik XIV zmarł 1 września tego roku i oficjalnie nosząca żałobę Maria Ludwika Elżbieta musiała obiecać rodzicom, że nie będzie wydawać żadnych przyjęć w ciągu następnych sześciu miesięcy. Jednakże śmierć Króla Słońce niezwykle ją ucieszyła - monarcha i Madame de Maintenon nieustannie ją pouczali, prośbą i groźbą usiłując zmienić jej charakter. 23 września 1715 roku opuściła na życzenie ojca pałac Luksemburski i przeniosła się do Palais-Royal, gdzie mieszkali jej rodzice i rodzeństwo. Wkrótce mimo żałoby zaczęła urządzać tam przyjęcia i zapraszać dwór na grę w landsknechta. Pojawiała się nawet publicznie - markiz Dangeau we swoich wspomnieniach na dzień 4 stycznia 1716 pisze: We wielkim hallu opery odbywał się bal, w którym udział brała księżna de Berry i inne księżne krwi w maskach. Na wieść o tym Regent nakazał jej powrót do pałacu Luksemburskiego oficjalnie z powodu braku odpowiedniego ogrzewania w Palais Royal. Tak naprawdę Maria Ludwika Elżbieta po raz kolejny była w ciąży, którą cała rodzina usiłowała ukryć pod pozorem choroby jelit, jednakże wkrótce po stolicy rozeszły się pogłoski o martwo urodzonym dziecku księżnej. Maria Ludwika Elżbieta była często porównywana do Messaliny i królowej Margot, a gdy sprawa sekretnego porodu stała się tajemnicą poliszynela, dwór przez następne tygodnie zabawiał się układaniem satyrycznych wierszy i piosenek.
Za czasów Regencji księżna wdowa inkasowała roczny przychów w wysokości sześciuset tysięcy liwrów. Poza pałacem Luksemburskim do jej użytkowania oddano château de Meudon oraz renesansowy zamek w Amboise będący oficjalną dworską siedzibą księcia de Berry.
21 maja 1717 roku księżna podejmowała w pałacu Luksemburskim cara Rosji Piotra I odbywającego na wpół oficjalną podróż po zachodniej Europie.
Wolter został uwięziony w Bastylii w maju 1717 roku po tym jak w obecności informatora policji stwierdził, że księżna de Berry spodziewa się dziecka własnego ojca. Właśnie tam ukończył swoją sztukę Edyp, której premiera miała miejsce 18 listopada 1718 roku w Comédie-Française. Sam Regent był obecny podczas premiery i gratulował Wolterowi sukcesu. Pikanterii całej sprawie dodawał fakt, że księżna de Berry była wówczas po raz kolejny w ciąży. Złośliwe plotki uczyniły sztukę Woltera wydarzeniem sezonu na długo przed jej premierą, a obecność Regenta i jego córki zagwarantowała sztuce sukces. Podobnie jak przy wcześniejszych ciążach księżna wdowa de Berry nosiła niezwykle ściśnięty gorset i za małą suknię, by uchodzić za szczupłą. W sali było tłoczno i gorąco. Wkrótce księżna de Berry poczuła się źle i wszyscy dookoła zaczęli żartować na temat prawdziwego znaczenia sztuki. Maria Ludwika Elżbieta zemdlała, a obecny przy tym książę de Richelieu zakrzyknął, że Jokasta w połowie przedstawienia urodzi Entoklesa w obecności Edypa. Zaraz otworzono okno i księżna doszła do siebie.
Coraz bliższa rozwiązania Maria Ludwika Elżbieta wciąż wydawała wystawne bankiety i błyszczała na balach. 2 kwietnia 1719 roku po niezwykle trudnym czterodniowym porodzie wydała na świat córkę. Według Saint Simona ojcem dziecka był lejtnant straży pałacowej księżnej Sicaire Antonin Armand Auguste Nicolas d'Aydie, znany jako Chevalier de Rions. Księżna niemal zmarła podczas porodu zamknięta w maleńkim pokoiku pałacu Luksemburskiego. Księżna do samego końca odmawiała oddalenia kochanka, co było podstawowym warunkiem udzielenia jej rozgrzeszenia i udzielenia sakramentów przez ojca Languet de Gergy, który jednocześnie zabronił tego samego jakiemukolwiek paryskiemu kapłanowi. Regent błagał nieugiętego księdza o miłosierdzie dla ukochanej córki, ale Languet był nieubłagany. Według Saint-Simona Maria Ludwika Elżbieta poślubiła w sekrecie Rionsa i bliska śmierci chciała ubłagać ojca o zgodę. Regent skinął w ciszy głową odwracając twarz ze wstydem. Poród poważnie podkopał jej zdrowie i wciąż jeszcze słabująca księżna wdowa de Berry wyruszyła z Paryża do château de Meudon, gdzie ojciec dobitnie oświadczył jej, że nie pochwala jej małżeństwa z Rionsem, które jest niegodne dla osoby jej pochodzenia i nazwiska. Rions został odesłany do stolicy. Maria Ludwika Elżbieta wpadła w niepohamowaną wściekłość, która wraz z ciężkim porodem odebrała jej ostatnie siły.
Księżna wdowa zmarła w château de la Muette 21 lipca 1719 roku w wieku dwudziestu trzech lat. Według Saint Simona autopsja ujawniła, że po raz kolejny była w ciąży. Jej serce 22 lipca złożono w paryskim klasztorze Val-de-Grâce, a ciało pochowano 24 lipca w bazylice Saint-Denis.

## Potomstwo
Ze związku małżeńskiego z Karolem Burbonem (1686–1714), księciem de Berry miała troje dzieci, z których żadne nie przeżyło miesiąca:
- Ludwika (ur. i zm. 21 lipca 1711 w pałacu Fontainebleau), Mademoiselle de Berry. Martwo urodzona.
- Karol (ur. 26 marca 1713 w Wersalu, zm. 16 kwietnia 1713 tamże), książę Alençon.
- Maria Ludwika Elżbieta (pogrobowiec, ur. 16 czerwca 1714 w Wersalu, zm. 17 czerwca 1714 tamże.

Wiadomo, że młoda księżna miała kilku kochanków za życia męża, tak więc ojcostwo trojga jej następnych dzieci urodzonych po śmierci męża jest co najmniej niejasne. Jako wdowa Maria Ludwika Elżbieta w sekrecie urodziła troje dzieci:
- córka (ur. 27 lub 28 stycznia 1716 w pałacu Luksemburskim, zm. 30 lub 331 stycznia 1716 tamże), dziecko nieznanego ojca przeżyła zaledwie trzy dni.
- córka (ur. w lipcu 1717 roku w château de la Muette). Księżna wdowa de Berry przebywała wówczas w château de la Muette, chcąc ukryć kolejną ciążę. Najprawdopodobniej ojcem tego dziecka był Sicaire Antonin Armand Auguste Nicolas d'Aydie, Chevalier de Rions, który został kochankiem Marii Ludwiki Elżbiety na przełomie lat 1716/1717. Według Dulcosa ta córka księżnej de Berry została zakonnicą w opactwie Pontoise[13].
- córka (ur. i zm. kwiecień 1719 w pałacu Luksemburskim)), martwo urodzona. Prawdopodobnie ojcem i tego dziecka był Rions. W swoich Pamiętnikach Saint-Simon wspomina, ze księżna usiłowała ukryć swoją pierwszą ciążę z Rionsem. Cała sprawa wyszła na jaw, a księżna nie miała już tyle szczęścia przy kolejnym porodzie w 1719 roku w pałacu Luksemburskim, podczas którego najprawdopodobniej doznała uszkodzeń wewnętrznych i po którym już nigdy nie wróciła do pełni sił. Saint-Simon umieścił małą wzmiankę na ten temat i dzięki temu śmierć księżnej stała się jednym z najbardziej znanych epizodów jej skandalicznego życia[14].